# Pauluskirche (Neunkirchen)

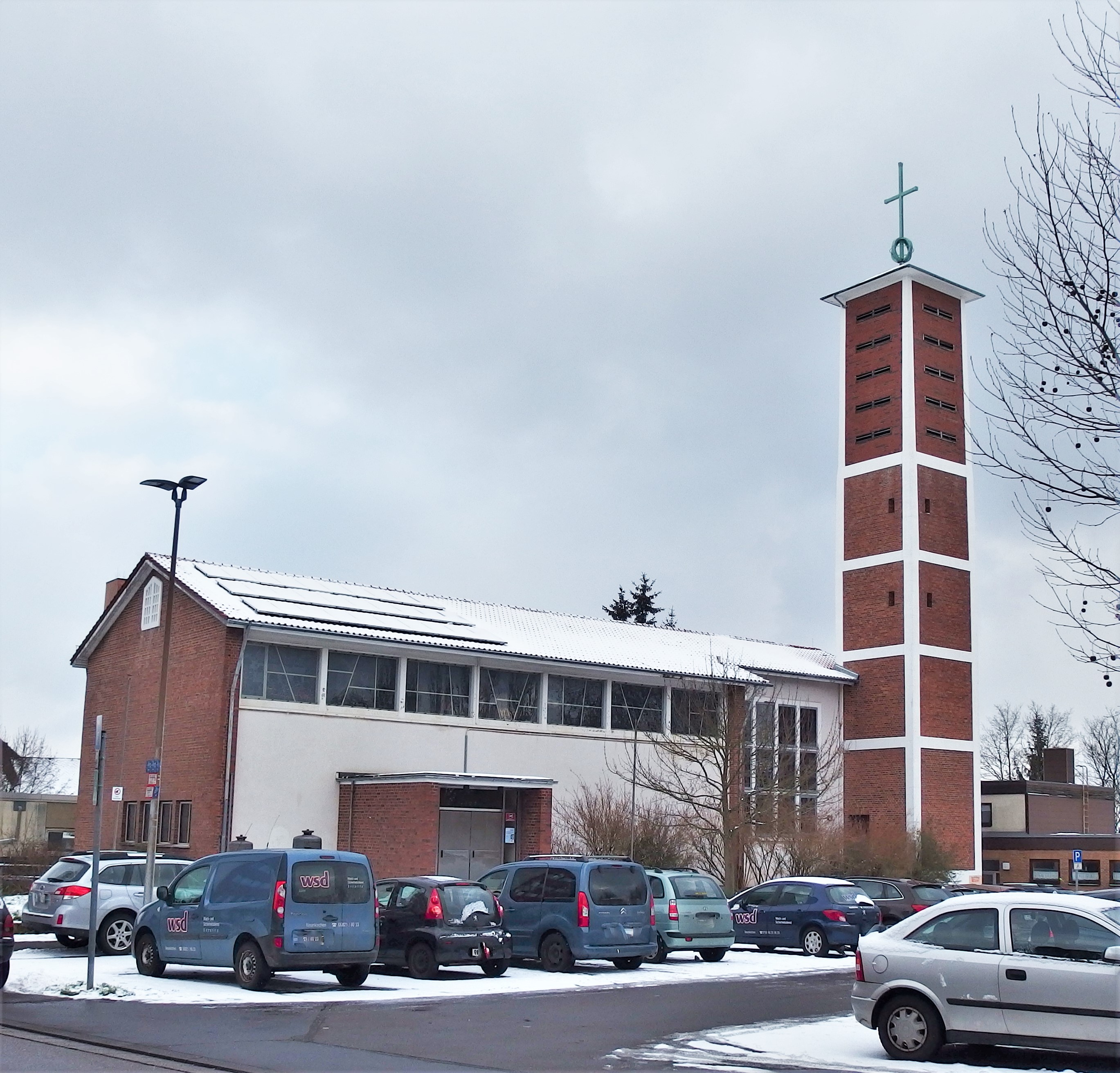

Die Pauluskirche in der saarländischen Kreisstadt Neunkirchen besteht seit dem 6. Oktober 1955 in der Schloßstraße. Allerdings gab es von 1869 bis 1945 einen Vorgängerbau am Oberen Markt. Die Kirche war bis Juli 2018 Teil der Evangelischen Kirchengemeinde Neunkirchen und wurde dann von Anba Michael, Bischof der koptisch-orthodoxen Kirche in Süddeutschland, gekauft.

## Geschichte

### Abgegangene Kirche am Oberen Markt
Die Stadt Neunkirchen erhielt ihren Namen von der „Neuen Kirche“, die vermutlich von Bauernsöhnen aus Wiebelskirchen im 13. Jahrhundert errichtet wurde. Der genaue Standort ist heute nicht mehr zu ermitteln, bestand aber vermutlich am Oberen Markt. Zunächst katholisch, wurde sie im Zuge der Reformation 1574 evangelisch. Die Kirche wurde 1610/1611 im romanischen Stil erbaut und von 1725 bis 1727 noch einmal modernisiert. Mitte des 19. Jahrhunderts war die Kirche aber zu klein geworden für die mittlerweile 3869 (Stand: 1859) evangelischen Christen. Unter den Anhängern entstand ein Streit um den Standort der neuen Kirche, die einige am alten Standort am Oberen Markt sehen wollten. Andere wiederum favorisierten die Unterstadt. Der Industrielle Carl Ferdinand von Stumm-Halberg versuchte den Streit zu schlichten und ließ zwei Kirchen erbauen. Die eine wurde zur Christuskirche.
Am Oberen Markt entstand eine neue Kirche im neugotischen Stil. Sie wurde am 16. Dezember 1869 eingeweiht und zunächst Friedenskirche getauft. Im Volksmund blieb sie aber zunächst einfach die „Obere Kirche“. Das Presbyterium beschloss am 17. April 1931 eine Umbenennung zur Pauluskirche in Erinnerung an Paulus von Tarsus. Die Kirche wurde im Zweiten Weltkrieg bei einem Luftangriff am 30. November 1944 schwer beschädigt und am 15. März 1945 erneut getroffen. Das Kirchenschiff stürzte ein, lediglich der Turm blieb stehen. Im Zuge des Wiederaufbaus wurden die noch existenten Mauern abgetragen. Der Turm blieb bis 1953 stehen und wurde dann abgerissen.

### Kirche an der Schloßstraße
Am alten Standort war aufgrund verkehrstechnischer Planungen kein Wiederaufbau mehr möglich. Als neuer Platz wurde das Gelände des ehemaligen Jägermeisterhauses an der Schloßstraße ausgesucht. Der Entwurf wurde von Architekt Rudolf Krüger angefertigt und die Bauarbeiten erstreckten sich von 1953 bis 1955. Am 6. November 1955 wurde die Kirche eingeweiht.
In den letzten Jahren wurde die Kirche immer weniger genutzt, bis sie vom Bischof Anba Michael, Bischof der koptisch-orthodoxen Kirche in Süddeutschland, gekauft wurde. Seither wird an jedem Samstag die heilige Messe gefeiert. Traditionell findet nach dem Gottesdienst eine gemeinsame Speisung statt.